# ГалАЗ-3207
ГалАЗ-3207 "Вікторія" — 7-8-метровий автобус малого класу українського виробництва, що випускається Галицьким автозаводом на шасі ГАЗ 33104 "Валдай", вперше був представлений на автосалоні SIA 2006. Автобус комплектується дизельним двигуном, що відповідає вимогам норм Euro 2, оснащений антиблокувальною системою (ABS). Вдалим рішенням є використання гальмівної системи "KNORR BREMSE" (Німеччина). На нових модифікаціях передбачено встановлення травмобезпечних пасажирських дверей з пневмоприводом фірми "Фесто" (Німеччина). Особлива увага приділяється системі опалення салону, висока ефективність та економічність якої досягається за рахунок автономного опалювача фірми Webasto. Автобус виготовляється в різних модифікаціях по призначенню в залежності від потреб споживачів - для міських, приміських та туристичних перевезень. 
Це багатофункціональний автобус, і може працювати як:
- міський;
- приміський;
- міжміський.

В залежності від інтенсивності пасажиропотоків при перевезеннях в міському режимі, автобус виконується в трьохрядному та чотирирядному варіанті планування ергономічних пасажирських сидінь.
Автобус має ряд переваг порівняно з автобусами даного класу:
- оригінальний зовнішній вигляд з кузовом напівкапотного типу;
- хорошу ремонтоздатність та економічність за рахунок застосування базового автомобільного шасі ГАЗ-331041 Горьковського автозаводу;
- кращі умови для проведення технічного обслуговування автобусів за рахунок хорошого доступу до силового агрегату та його систем, а також до агрегатів трансмісії і ходової частини;
- наявність у виробничій програмі заводу кількох базових моделей автобусів та різних їх модифікацій.

## Модифікації
За час виробництва було виготовлено декілька модифікацій, що дещо відрізняються між собою:
- ГалАЗ-3207.05 — міський автобус з довжиною кузова 7450 мм та колісною базою 4000 мм, пасажиромісткість (чол.): повна - 42, сидячих місць - 18 (22);
- ГалАЗ-3207.60 — міський автобус з довжиною кузова 7940 мм та колісною базою 4250 мм, пасажиромісткість (чол.): повна - 42, сидячих місць - 24;[3]
- ГалАЗ-3207.25 — приміський автобус з довжиною кузова 7450 мм та колісною базою 4000 мм, пасажиромісткість (чол.): повна - 40, сидячих місць - 22;
- ГалАЗ-3207.62 — приміський автобус з довжиною кузова 7940 мм та колісною базою 4250 мм, пасажиромісткість (чол.): повна - 37, сидячих місць - 26;[4]
- ГалАЗ-3207.25 — міжміський автобус з довжиною кузова 7450 мм та колісною базою 4000 мм, пасажиромісткість (чол.): повна - 40, сидячих місць - 22;
- ГалАЗ-3207.63 — міжміський автобус з довжиною кузова 7940 мм та колісною базою 4250 мм, пасажиромісткість (чол.): повна - 37, сидячих місць - 26;[5]

## Технічні характеристики
| Клас                                              | міський автобус                                     |
| Виробник                                          | "ГалАЗ"                                             |
| Випускається                                      | з 2006                                              |
| Кузов                                             | однозвенний, тримальний, вагонного компонування     |
| Гарантія на кузов                                 |                                                     |
| Ресурс кузова, не менше ніж                       |                                                     |
| Довжина, мм                                       | 7450-7940                                           |
| Ширина по молдінгу, мм                            | 2350                                                |
| Висота, мм                                        | 2970                                                |
| Осі                                               | 2 штуки                                             |
| Колеса                                            |                                                     |
| Шини                                              |                                                     |
| Дорожній просвіт, мм                              |                                                     |
| Колісна база, мм                                  | 4000-4250                                           |
| Споряджена маса, кг                               |                                                     |
| Повна маса транспорту, кг                         | до 7900                                             |
| Передня колія, мм                                 |                                                     |
| Задня колія, мм                                   |                                                     |
| Максимальне навантаження на передню вісь, кг      |                                                     |
| Максимальне навантаження на задню вісь, кг        |                                                     |
| Висота підлоги першої сходинки, см                |                                                     |
| Підвіска, штук і тип                              |                                                     |
| Підйом, який може подолати автобус, %             |                                                     |
| Радіус повороту, ме менше, метри                  |                                                     |
| Настил підлоги                                    |                                                     |
| Поручні                                           | товстого типу з антикорозійною обробкою             |
| Сидіння                                           | м'які, роздільного типу                             |
| Висота салону, см, ззаду/зпереду                  |                                                     |
| Двері                                             | остеклені, одностворчасті поворотно розсувного типу |
| Формула дверей                                    |                                                     |
| Висота дверей, см                                 |                                                     |
| Ширина дверних пройомів у одностворних дверях, см |                                                     |
| Ширина дверних пройомів у двостворних дверях, см  |                                                     |
| Опалення у салоні                                 |                                                     |
| Вентиляція у салоні                               | через люки і зсувні кватирки                        |
| Кермо (з гідропідсилювачем)                       | ГАЗ                                                 |
| Сидячих місць, штук                               | 18-27                                               |
| Стоячих місць, штук                               |                                                     |
| Повна місткість, чол                              | 37-42                                               |
| Передній міст                                     | ГАЗ                                                 |
| Задній міст                                       | ГАЗ                                                 |
| Коробка передач                                   | ГАЗ                                                 |
| Число ступенів КП, штук                           | 5                                                   |
| Двигун                                            | ММЗ Д 245.7 Е2 (Дизель, ЄВРО2)                      |
| Розташування двигуна                              | зпереду                                             |
| Кількість циліндрів                               | 4                                                   |
| Робочий об'єм, літри                              | 4,7                                                 |
| Ємність паливного бака, літри                     |                                                     |
| Відповідність екологічним нормам                  | Euro-2                                              |
| Обертальний момент, Нм                            |                                                     |
| Потужність, кВт.                                  | 86,7                                                |
| Охолодження                                       |                                                     |
| Робоча гальмівна система                          |                                                     |
| Зупинкова гальмівна система                       |                                                     |
| Додаткова гальмівна система                       |                                                     |
| Резервна гальмівна система                        |                                                     |
| Система ABS                                       | +                                                   |
| Педалі акселератора, гальма і зчеплення           |                                                     |
| Витрати пального                                  | 17,8 л                                              |
| Час розгону до швидкості 60 км/год, сек           |                                                     |
| Максимальна постійна швидкість руху, км/год       |                                                     |

## Конкуренти
- Стрий Авто А0756
- БАЗ-А079
- ЗАЗ А07А
- Богдан А092
- ПАЗ 3205
- Рута 43

## Зноски
1. ↑  Вариации на тему[недоступне посилання з квітня 2019]
2. ↑  Історія ГалАЗу. Архів оригіналу за 11 жовтня 2008. Процитовано 22 березня 2010.
3. ↑  Міські автобуси ГалАЗ-3207. Архів оригіналу за 6 лютого 2010. Процитовано 22 березня 2010.
4. ↑  Приміські автобуси ГалАЗ-3207. Архів оригіналу за 19 січня 2010. Процитовано 22 березня 2010.
5. ↑  Міжміські автобуси ГалАЗ-3207. Архів оригіналу за 19 січня 2010. Процитовано 22 березня 2010.